# Championnats d'Europe de char à voile 1980
Navigation
1979 1981
Les 18e championnats d'Europe de char à voile 1980, organisés par le pays hôte sous l'égide de la fédération internationale du char à voile, se sont déroulés à Ostdunkerque dans la province de Flandre-Occidentale en Belgique. Ce sont aussi les 2e championnats du monde de char à voile,.

## Podium
| Épreuve  | Or               | Argent            | Bronze            |
| -------- | ---------------- | ----------------- | ----------------- |
| Classe 2 | Pascal Demuysere | Pierre Nyssens    | Helmut Budde      |
| Classe 3 | Bertrand Lambert | Alain Houtsaegher | P. Alotaux        |
| Classe 4 | Stuart Mason     | Peter Shakleton   | Jean-Pierre Ville |
| Classe 5 | Mark White       | K. McCullough     | P. Metcalfe       |

| Épreuve | Or                  | Argent      | Bronze            |
| ------- | ------------------- | ----------- | ----------------- |
| Femmes  | Marie Pierre Passet | Regine Fölz | Goede Suster Wulf |

## Tableau des médailles par nation
| Rang | Nation      | Or | Argent | Bronze | Total |
| ---- | ----------- | -- | ------ | ------ | ----- |
| 1    | Belgique    | 1  | 2      | -      | 3     |
| 1    | Royaume-Uni | 1  | 2      | -      | 3     |
| 1    | France      | 1  | -      | 2      | 3     |
| 1    | Irlande     | 1  | -      | 1      | 2     |

| Rang | Nation    | Or | Argent | Bronze | Total |
| ---- | --------- | -- | ------ | ------ | ----- |
| 1    | France    | 1  | -      | -      | 1     |
| 2    | Allemagne | -  | 1      | 1      | 2     |